# Смольный (учебный корабль)
Учебный корабль «Смольный» — советский и российский учебный корабль проекта 887, оснащён современным радиотехническим и навигационным оборудованием, имеет боевое вооружение. Для обучения предусмотрены прокладочные классы, а также учебные аудитории, астрономическая палуба, шестивёсельные ялы, отсек борьбы за живучесть корабля.

## Служба
21 февраля 1974 года корабль был заложен на польской верфи «Сточня Щецинская имени Адольфа Варского», а в январе 1975 года спущен на воду. 1 июля 1976 года на корабле был поднят Государственный флаг СССР. Приказом Главкома ВМФ СССР
от 20.07.1976 года он зачислен в состав бригады учебных кораблей 4-й дивизии учебных кораблей Ленинградской военно-морской базы. 30 мая 1998 г. корабль вошел в состав 4-й дивизии кораблей Ленинградской ВМБ Балтийского флота. С 1 сентября 2001 года — в составе бригады кораблей Охраны водного района Ленинградской ВМБ.
С 2010 по 2013 годы корабль прошел капитальный ремонт на заводе «Флотский арсенал» в Болгарии.
С 3 июля 2015 года корабль совершил дальний морской поход для проведения практики курсантов военно-морских учебных заведений Минобороны России с заходом в порт Луанда (Ангола), порт Малабо (Экваториальная Гвинея) и к берегам Испании (порт Лас-Пальмас).
С 1 июля по 3 октября 2016 года совершил дальний поход, за время которого побывал с деловым заходом в порту Ла-Валетта, несколько раз заходил в Севастополь, пройдя в общей сложности порядка 7 тысяч морских миль.
За первые 40 лет службы корабля (1976—2016) им пройдено около 368 500 тыс. морских миль, совершено 64 визита в порты иностранных государств и 93 дальних похода, в ходе которых морскую практику прошли около 39 000 курсантов ВВМУЗ.
В 2020 году 7 июля вышел из Кронштадта, посетил Североморск и Соловки. 24 июня 2020 года зашел в порт Архангельск, где участвовал в дне ВМФ. Плановые заходы в Мурманск, Брест, Пирей, Бизерту, Севастополь и Советск.
С 27 июня по 18 октября 2024 года «Смольный» совершил дальний поход, пройдя 23 тысячи морских миль и посетив Кубу, Венесуэлу, ЮАР, Намибию, Анголу, Камерун и Бенин. В походе приняли участие около 300 курсантов.

## Награды корабля
Звание «Отличный корабль»: шесть раз признавался лучшим кораблём Ленинградской военно-морской базы, восемь раз признавался лучшим кораблём соединения.